# Блатниця (округ Мартін)
Блатниця (словац. Blatnica) — село, громада округу Мартін, Жилінський край, регіон Турєц. Кадастрова площа громади — 86,19 км².
Населення 953 особи (станом на 31 грудня 2018 року).

## Географія
Протікають Блатницький потік; Гадерський потік; Селенец і Карловський потік.

## Історія
Блатниця згадується 1230 року.

## Населення
| Рік:            | 1994. | 2004.   | 2014.   | 2024.    |
| --------------- | ----- | ------- | ------- | -------- |
| Кількість осіб: | 856   | 875     | 911     | 1074     |
| Різниця:        |       | +2,21 % | +4,11 % | +17,89 % |

| Рік:            | 2023. | 2024.   |
| --------------- | ----- | ------- |
| Кількість осіб: | 1081  | 1074    |
| Різниця:        |       | -0,64 % |

## Визначні пам'ятки
У 2 км від села розташований замок Блатницький град.